# Philipp Christoph Kayser

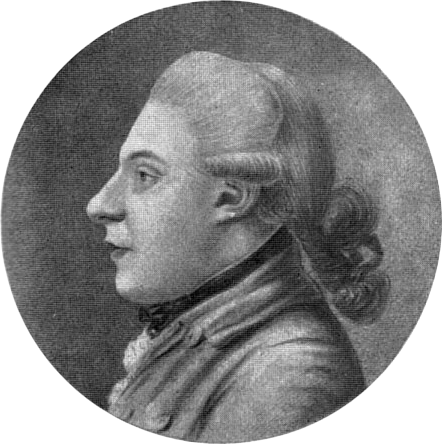
Philipp Christoph Kayser

Philipp Christoph Kayser (* 10. März 1755 in Frankfurt am Main; † 24. Dezember 1823 in Zürich) war ein deutscher Pianist, Komponist, Orchestermusiker, Musikpädagoge und Dichter. Er war ein enger Freund Johann Wolfgang von Goethes.

## Leben
Philipp Christoph Kayser wurde am 10. März 1755 als Sohn des Organisten der Katharinenkirche in Frankfurt am Main geboren. Sein Vater erteilte ihm den ersten Musikunterricht. Musiktheorie studierte er bei Georg Andreas Sorge. Bereits auf dem Gymnasium freundete sich Philipp Christoph Kayser mit Friedrich Maximilian Klinger an, der drei Jahre älter war und später zum erfolgreichsten Dramatiker des Sturm und Drang wurde. Auch Johann Wolfgang von Goethe gesellte sich später dazu, wie auch der Straßburger Dichter Heinrich Leopold Wagner und der in Straßburg wohnhafte Livländer Jakob Michael Reinhold Lenz, der sich ab und zu in Frankfurt zu Besuch aufhielt.
1774 wurde Kayser Freimaurer in der Zürcher Loge Modestia cum libertate.
1775 zog Philipp Christoph Kayser nach Zürich. Goethe besuchte ihn 1775 und 1779 dort. Goethe war von seinen Liedern dermaßen begeistert, dass er ihm sein Singspiel Jery und Bäteli zur Vertonung schickte. Zunächst lehnte Kayser ab. Für Goethe tat es dennoch keinen Abbruch – er hielt dennoch zu ihm als seinem auserwählten Komponisten. „Was ich an Sachen am meisten schätze, ist eben diese Keuschheit, die Sicherheit, mit wenigem viel hervorzubringen“, schrieb er ihm.
1780 erschien Kaysers Weihnachtskantate in Zürich bei seinem Verleger Füssli. Zwei Sonaten für Geige, Klavier und Hörner erschienen kurz darauf, jedoch ohne Datierung.
Auf Einladung Goethes hin besuchte Kayser ihn von Januar bis Mai 1781 in Weimar. Goethe betraute ihn während dieses Besuches mit der Vertonung seiner Singspiele. Doch Kayser war schwerfällig und arbeitete langsam. Erst Jahre später war seine Vertonung zu Goethes Singspiel „Scherz, List und Rache“ 1785 vollendet. Nach Empfang der Partitur schrieb Goethe an Fritz Jacobi in Düsseldorf: „Es wird mit der Oper ein Komponist hervortreten, dergleichen sich nicht viele im Stille bilden.“
Goethe, der Kayser aus Freundschaft oft finanziell unterstützte, ließ ihn 1787 sogar auf seine eigenen Kosten nach Rom nachkommen, da er sich von ihm die Komposition zu seinem Egmont wünschte. Nach 1792 veröffentlichte Kayser nichts mehr. Goethe hatte bereits die Aussichtslosigkeit der weiteren Zusammenarbeit erkannt und 1789 in Johann Friedrich Reichardt einen Ersatz für Kayser gefunden.
Es ist auch zu vermuten, dass Kayser 1792 das Komponieren grundsätzlich aufgab. Seinen Lebensunterhalt verdiente er durch Unterrichten. „Es war schwer, mit Kayser befreundet zu werden, denn sein früherer Ernst steigerte sich bis zur Finsterkeit.“ schrieb Xaver Schnyder von Wartensee, der nach Zürich gekommen war, um dort seine Musikstudien fortzusetzen. Kayser starb 1823 am Heiligabend in Zürich.

## Scherz, List und Rache
Kayser war wohl der einzige, der Goethes später noch recht oft komponiertes Libretto in der vollständigen vieraktigen Original-Fassung vertont hat, dies in der Gestalt einer Opera buffa mit Seccorezitativen, einem Operntypus, den Goethe erst in Italien so richtig schätzen gelernt hatte. Die Uraufführung dieser Oper erfolgte mit zweihundertjähriger Verspätung am 26. November 1993 im Liebhabertheater Schloss Kochberg Thüringen, in einer auf die Belange des kleinen Orchesterraumes zugeschnittenen Einrichtung des Dirigenten Hermann Dechant (Regie: Bisser Schinew, Ausstattung: Hank Irwin Kittel).
Eine konzertante Aufführung mit vollständiger Orchesterbesetzung erfolgte am 28. November 2019 aus dem Bayer Erholungshaus, Leverkusen und wurde für das Radio aufgenommen.

## Ausstellungen
Anlässlich der 250. Wiederkehr seines Geburtstags würdigte die Zentralbibliothek Zürich Philipp Christoph Kayser mit einer Ausstellung, die auch im Düsseldorfer Goethe-Museum zu sehen war.

## Werke (nach und zu Dichtungen von Goethe)
- Erwin und Elmire, ein Schauspiel mit Gesang (1777)
- Jery und Bäteli, Singspiel 1 Akt (1779)
- Scherz, List und Rache, Singspiel, 4 Akte (1787)
- Bühnenmusik zu Egmont (1788), verschollen